# 6 × Venedig
6 × Venedig (Originaltitel: Sei Venezia) ist ein italienischer Film des Regisseurs Carlo Mazzacurati aus dem Jahr 2010. Es ist, abgesehen von den drei einstündigen Ritratti-Filmen mit Marco Paolini, Mazzacuratis erster Dokumentarfilm. Der Film hatte seine Premiere bei den Internationalen Filmfestspielen von Venedig 2010. Der Kinostart in Deutschland war am 29. März 2012.

## Inhalt
Der Film zeigt anhand der Erfahrungen von sechs Bewohnern ein Mosaik Venedigs abseits der Touristenströme und Sehenswürdigkeiten. Dabei hinterfragt er, was eine Stadt eigentlich ausmacht. Als essentielle Teil werden Gebäude, Kultur und Einwohner herausgestellt, ebenso wie ein gewisses Lebensgefühl oder eine Idee, was beides nur schwer zu definieren ist. Das Venedig, das über die malerische Kulisse und die Krimis von Donna Leon hinausgeht, beherbergt auch gewöhnliche Bewohner, die täglich ihre Arbeit verrichten. Wie lebt es sich hier? Der Film befragt dazu einen Archivar, ein Zimmermädchen, einen Archäologen, einen Künstler, einen ehemaligen Dieb und ein Kind.

## Rezeption
Nicole Ribbecke kritisierte im Filmmagazin Schnitt die starre Erzählweise des Films, lobte aber Luca Bigazzis „pittoreske[n] Bilder, die nicht nur die konservative Erzählstruktur, sondern auch die Enge der Gassen und Kanäle“ auflockere. Die „stimmungsvollen Stadtpanoramen“ würden zudem „stets treffend, teils sogar fast komödiantisch“ von Eleni Karaindrou musikalisch untermalt.

## Filmtitel
Der Film beinhaltet im Originaltitel Sei Venezia ein Wortspiel, da „Sei“ auf italienisch sowohl für das Zahlwort sechs als auch die zweite Person Singular des Verbs essere steht (deutsch sein). Der Titel kann also in der Originalsprache Italienisch ebenso „Sechs (Mal) Venedig“ wie auch „Du bist Venedig“ bedeuten, was im deutschen Titel „6 × Venedig“ jedoch nicht mehr zum Ausdruck kommt.